# Эохайд I
Эохайд I Жёлтый (Эохад мак Аэдайн; гэльск. Eochaid mac Áedáin, англ. Eochaid Buide; умер в 629) — король гэльского королевства Дал Риада, правивший с 608 по 629 год, младший сын Айдана. Свой эпитет он получил за цвет волос.

## Биография
Эохайд I стал королём Дал Риады в 608 году, после смерти Айдана. Его старшие братья умерли при жизни отца, как это и было предсказано ранее святым Колумбой.
Последние три года соправителем Эохайда был Коннад Левша, сын Коналла I. За несколько месяцев до смерти Эохайда Коннад погиб в сражении при Фид Оне в Ульстере.
После смерти Эохайда I престол Дал Риады унаследовал его сын Домналл I.